# Marika Bezobrazova
Marika Michajlovna Bezobrazova (in russo Марика Михайловна Безобразова?; Jalta, 4 agosto 1918 – Monte Carlo, 25 aprile 2010) è stata una ballerina russa naturalizzata monegasca, fondatrice dell'Académie de Danse Classique Princesse Grace di Montecarlo.

## Biografia
Marika Bezobrazova nacque a Jalta nel 1918. Molto presto la sua famiglia, originaria di San Pietroburgo, emigrò per sottrarsi alla guerra civile russa (il nonno era un ex generale nell'esercito dello zar Nicola II), prima in Danimarca e poi in Francia, a Nizza. Fu qui che, all'età di 12 anni, Marika prese le sue prime lezioni di danza da maestri russi sfuggiti alla rivoluzione come Julija Nikolaevna Sedova, Ljubov' Nikolaevna Egorova e Viktor Ivanovič Gzovskij, e iniziò precocemente la pratica dell'insegnamento.

## Carriera
Nel 1935, all'età di 17 anni, venne notata dall'impresario René Blum (fratello di Léon Blum, leader del Fronte Popolare) ed entrò a far parte della compagnia Ballet Russe de Monte Carlo diretta da Michail Fokin. 
Nel 1940 fondò il "Balletto di Cannes di Marika Bezobrazova". 
Negli anni quaranta la sua vocazione all'insegnamento prese il sopravvento: tra il 1947 e il 1949, parallelamente all'attività nel Balletto di Cannes, fu insegnante titolare presso il balletto del Marchese di Cuevas. Nel 1950 passò al Balletto degli Champs-Elysées, dove rimase fino al 1951.
Nel 1952 si trasferì a Montecarlo, dove creò la propria scuola di danza, l'Académie de Danse Classique Princesse Grace. 
A partire dal 1966 diresse, parallelamente alla scuola monegasca, anche le scuola di balletto dell'Opera di Zurigo e del Teatro dell'Opera di Roma. Fu invitata in tutta Europa come insegnante ospite (Copenaghen, Parigi, La Scala di Milano, Teatro Nuovo di Torino) e dal 1970 in poi collaborò regolarmente con il Balletto di Stoccarda.
Nel 1974 Il Principe Ranieri di Monaco mise a disposizione dell'Académie da lei diretta la villa "Casa Mia", dove la scuola ha sede tutt'oggi.

## Metodo
Il suo metodo è ascrivibile alla tradizione franco-italo-russa, con un rifiuto delle novità introdotte nel periodo sovietico. Al centro del lavoro di training dei danzatori Bezobrazova mette la ricerca della massima consapevolezza nell'utilizzo del corpo, nelle ragioni dei movimenti e delle posizioni. Per fare questo, nel corso della sua vita ha raccolto metodicamente suggestioni e testimonianze delle maggiori étoiles della danza mondiale: da Rudol'f Nureev, a Erik Bruhn (da cui ha appreso la tecnica di August Bournonville), a Egorova Cecchetti, a Yvette Chauviré e Jean Babilée. Questa ricerca continua, messa a disposizione degli allievi, è integrata nella sua scuola con un corso di studi che include basi teoriche come la storia della danza e la storia dell'arte.

## Influenze
Il metodo di lavoro di Marika Bezobrazova, eclettico ma rigoroso, ha dimostrato la sua efficacia attraverso il gran numero di discepoli che hanno fatto carriera nei vari campi della danza internazionale. L'elenco seguente ne include solo alcuni. 
- Amedeo Amodio (coreografo e regista di Aterballetto)
- Alen Bottaini (Insegnante alla English National Ballet School)
- Christine Camillo (Prix de Lausanne 1982, maestra di balletto allo Staatsballett di Berlino
- Toni Candeloro (coreografo internazionale direttore del Balletto di Puglia)
- Laura Cazzaniga (maestra di balletto al Balletto di Amburgo)
- Terri Charlesworth (assistente alla direzione del West Australian Ballet)
- Stéphane Elizabé (Prix de Lausanne 1983, Grand Sujet dell'Opéra di Parigi, professore al Conservatoire de Musique et de Danse di Lione)
- Christian Fallanga (ex solista del Balletto di Stoccarda)
- Maina Gielgud (danzatrice e direttrice del Balletto dell'Opera di Sydney)
- Inmaculada Gil Lázaro (direttore dei Teatri Ballet di Valencia)[2]
- Thierry Guiderdoni (Assistente artistico alla Forsythe company)
- Charles Jude (étoile del Balletto dell'Opéra di Parigi e direttore del Balletto di Bordeaux)
- Miriam Kacerova (étoile al Balletto di Stoccarda)
- Domenico Levrè (solista, maestro di balletto al Béjart Ballet di Losanna)
- Marc Ribaud (Prix de Lausanne 1985, direttore del Balletto reale svedese)
- Maria Sascha Khan (étoile del Teatro Nazionale di Ekaterinburg)[3]
- Babsie Steger (attrice e danzatrice televisiva austriaca)
- Kang Sue-jin (direttrice del Balletto Nazionale di Corea)
- Francesca Sposi prima ballerina di Roland Petit
- Fabio Grossi ballerino principale del Teatro dell'Opera di Roma
- Eleonora Abbagnato (ballerina dell'Opéra di Parigi e poi direttrice del corpo di ballo del Teatro dell'Opera di Roma)
- Angela Cavagna showgirl, danzatrice e cantante italiana
- Gaia Straccamore étoile presso il Teatro dell'Opera di Roma
- Roberta Mazzoni danzatrice italiana

Grace Kelly affidò a Bezobrazova l'insegnamento della danza classica alle figlie Caroline e Stéphanie. Molti vedono in questo l'origine della passione per la danza della principessa Carolina, ora tra i più importanti patron europei di quest'arte.
La Fondazione Marika Bezobrazova è attiva in tutto il mondo nel percorso di formazione dei danzatori. Essa organizza annualmente il prestigioso Galà Internazionale di Danza Classica Marika Bezobrazova.

## Morte
Marika Bezobrazova morì il 25 aprile 2010 in un ospedale di Montecarlo, all'età di 91 anni.